# John Birmingham (astrónomo)
John Birmingham (1816–1884) fue un astrónomo irlandés, geólogo aficionado, polímata y poeta. Dedicó más de seis años a viajar por toda Europa, donde aprendió varias lenguas. En 1866 descubrió la estrella nova recurrente T Coronae Borealis. Estudió y escribió artículos sobre los planetas, las lluvias de meteoros y las manchas solares.

## Primeros años
Era hijo de Edward Birmingham y de Elly Bell. Se crio en Millbrook Estate, en los alrededores de Milltown, (Condado de Galway) y se educó en la Universidad de St. Jarlath en Tuam. Entre 1844 y 1854 pasó varios años viajando a través de Europa, y pensó continuar sus estudios en Berlín. En 1846 y 1847 intervino para paliar la hambruna en su localidad natal de Tuam. En 1852 visitó Roma. Cuándo regresó a Irlanda en 1854 organizó una red de diarios y revistas en la que empezó a contribuir con artículos científicos y sobre otros asuntos. Sus primeros artículos fijaron su atención en las rocas sedimentarias del oeste de Irlanda, sirviendo de contribución a la Revista de la Sociedad Geológica de Dublín.
Heredó parte de la propiedad de Millbrook (con posesiones en Galway y Mayo) en 1865, y se instaló en Millbrook House con dos tías ancianas y un tío materno, Arthur Bell, quien le ayudó en sus investigaciones. Era conocido como un terrateniente bondadoso pero también como erudito e intelectual. En 1858 comenzó a contribuir con artículos sobre astronomía en diarios locales. En Millbrook construyó lo que el "Tuam Herald" llamó una casa de madera grande con un techo corredero, en el que instaló su primer observatorio. El 12 de mayo de 1866 descubrió la estrella variable T Coronae Borealis en la constelación Corona Borealis. El éxito de este hallazgo le llevó a adquirir un nuevo telescopio más potente, construido por Thomas Cooke de York (le costó 120 libras), montando una lente hecha por Thomas Grubb de Dublín.

## Cráter lunar Birmingham
En 1866, escribió un ensayo sobre la desaparición de un cráter en la superficie de la luna y la subsiguiente aparición de una vasta nube luminosa en su lugar. En su revisión del ensayo, The Irish Times comentó: “No conocemos ningún artículo que contenga una cantidad igual de conocimientos en tan breve espacio, en un estilo tan atractivo, lo que le califica con el sello de los hombres cultivados, elocuentes y de gusto refinado combinado con la genialidad.” En 1883, la Real Academia Irlandesa otorgó a Birmingham una medalla de oro por sus valiosas contribuciones a las transacciones de la sociedad.
El cráter lunar Birmingham  lleva este nombre en su honor.

## Estudio de las estrellas rojas
John Birmingham, utilizando su telescopio refractor de 4.5-pulgadas (110 mm) fabricado por Cooke, hizo un estudio particularizado de las estrellas rojas y revisó y extendió el Catálogo de Schjellerup de estrellas rojas. Incluyó seiscientos cincuenta y ocho de estos objetos.
Presentó este trabajo a la Real Academia Irlandesa en 1876 y recibió la Medalla Cunningham. En 1881 descubrió una estrella roja profunda en la constelación del Cisne. Esta estrella recibió su nombre. Otros temas sobre los que publicó artículos fueron la lluvia de meteoros, el tránsito de Venus y las manchas solares. Mantuvo correspondencia con otros astrónomos importantes.

## Epílogo
John Birmingham era hijo único. Nunca se casó, aunque se le atribuye una hija. Murió en Millbrook Estate en 1884 y su casa quedó posteriormente en ruinas. El único resto de sus posesiones es su telescopio, exhibido en el museo comunitario de Milltown.
Sin embargo, en vida fue muy conocido y respetado. Robert Ball escribió sobre el observatorio de Birmingham en uno de sus libros, manteniendo numerosos contactos con William E. Wilson en el Observatorio de Dunsink.

## Lecturas relacionadas
- Hoskin, M.A. (1970–80). "Birmingham, John". Dictionary of Scientific Biography 2. New York: Charles Scribner's Sons. pp. 146–147. ISBN 978-0-684-10114-9.